# 大眼溞科
大眼溞科（学名：Polyphemidae）为双甲目的一个科。此科的模式属为大眼溞属 (Polyphemus)。

## 下级分类
本科包括以下属：
- 大眼溞属 Polyphemus Baird, 1846
- 大眼溞属 Polyphemus O.F.Müller, 1785